# رودخانه سییم
رودخانه سییم (به انگلیسی: Seym River) رودخانه‌ای به‌طول ۷۴۸ کیلومتر است که در روسیه، اوکراین جریان دارد.